# Papiernia (rejon wileński)
Papiernia, Papiernia Mickuńska (lit. Popierinė) – wieś na Litwie, w okręgu wileńskim, w rejonie wileńskim, w gminie Mickuny, nad Wilejką. 
Leży na terenie Wilejskiego Rezerwatu Hydrograficznego.

## Historia
W XIX i w początkach XX w. położona była w Rosji, w guberni wileńskiej, w powiecie wileńskim, w gminie Mickuny. Po I wojnie światowej pod administracją polską, w Zarządzie Cywilnym Ziem Wschodnich. W latach 1920–1922 w składzie Litwy Środkowej.
Od 11 kwietnia 1922 leżała w Polsce, w województwie wileńskim, w powiecie wileńsko-trockim, w gminie Mickuny. W 1931 miejscowość liczyła 43 mieszkańców, zamieszkałych w 7 budynkach.
Po II wojnie światowej w granicach Związku Sowieckiego. Od 1991 na niepodległej Litwie.